# Złocieniec
Złocieniec (Falkenburg fino al 1945) è un comune urbano-rurale polacco del distretto di Drawsko Pomorskie, nel voivodato della Pomerania Occidentale.
Ricopre una superficie di 194,53 km² e nel 2005 contava 15 734 abitanti.